# Redoxtitratie
Een redoxtitratie is een titratie waarin de titratiereactie gevormd wordt door een redoxreactie. Naast de titraties op basis van een zuur-basereactie vormen de redoxtitraties de tweede grote groep van dit soort bepalingen. Historisch worden de redoxtitraties op basis van het gebruikte reagens (of de terugkerende component) in een aantal groepen verdeeld:

## Jodometrie
Standaard titratiereactie: I2 + 2 S2O32− → 2 I− + S4O62−
In de Jodometrie is de terugkerende component het jood. Als titrant wordt meestal natriumthiosulfaat gebruikt. Jodometrie wordt veel toegepast vanwege het zeer scherpe, goed waarneembare eindpunt. De titratie wordt uitgevoerd tot de oplossing nog maar zeer zwak bruingeel gekleurd is. Toevoegen van een stijfsel- of zetmeeloplossing geeft een diep blauwe verkleuring. De oplossing wordt na toevoegen van de laatste hoeveelheid thiosulfaat weer kleurloos.
Naast het visueel bepalen van het eindpunt van de titratie met stijfsel als indicator worden ook potentiometrie en biamperometrie ingezet als instrumentele eindpuntsmethoden.
Naast jood wordt in de jodometrie ook gebruikgemaakt van de jodaten en de perjodaten.

### Halfreacties
- jood: I2 + 2 e− → 2 I−
- jodaat: IO3− + 6 H+ + 6 e− → I− + 3 H2O
- perjodaat: IO4− + 8 H+ + 8 e− → I− + 4 H2O

### Voorbeelden
- Karl Fischer-waterbepaling
- Vitamine C-bepaling

## Permanganometrie
In de permanganometrie wordt gebruikgemaakt van permanganaat als titrant. De zeer sterke kleur van het permanganaat-ion maakt het gebruik van een indicator overbodig: de eerste hoeveelheid permanganaat die niet met de reductor kan reageren, geeft aanleiding tot een duidelijk waarneembare paarse verkleuring van de titratie-oplossing. Door de hoge redoxpotentiaal van permanganaat reageert de stof met vrijwel elke reductor.

### Halfreactie
- permanganaat: MnO4− + 8 H+ + 5 e− → Mn2+ + 4 H2O

### Voorbeelden
- ijzerbepaling - ijzer wordt omgezet in een ijzer(II)verbinding, die vervolgens door het permanganaat in ijzer(III) wordt omgezet.
- gehaltebepaling waterstofperoxide. Het waterstofperoxide reageert in deze reactie als reductor en wordt omgezet in zuurstof, twee waterstof-ionen en twee elektronen (die met het permanganaat reageren).

## Bromometrie
Bromometrie wordt vaak uiteindelijk bepaald in de vorm van jodometrie: voor de reactie met de te bepalen component is (vaak) bromaat nodig. Voor broom zijn geen goede indicatoren beschikbaar, dus wordt bromaat in overmaat aan de te bepalen component toegevoegd. De overmaat laat men vervolgens met jodide reageren tot een equivalente hoeveelheid jood. Het jood wordt vervolgens jodometrisch bepaald.

### Halfreactie
- Broom: Br2  + 2 e− → 2 Br−
- bromaat: BrO3− + 6 H+ + 6 e− → Br− + 3 H2O
- broom (uit bromaat): BrO3− + 5 Br− + 6 H+ → 3 Br2 + 3 H2O

gevolgd door Br2  + 2 e− → 2 Br−

### Voorbeelden
- Bepalen aantal dubbele banden in organische verbindingen. Broom reageert daar goed mee, jood zeer traag.
- Bepalen van ammoniak via: BrO3− + 2 NH3 → N2 + Br− + 3H2O

## Cerometrie
Cerometrie wordt vooral toegepast in bepalingen van ijzer(II) waar permanganaat niet bruikbaar is. Een veel gebruikte indicator in de cerometrie is ferroïne.

### Halfreactie
Ce4+ + e− → Ce3+

## Chromatometrie
In de chromatometrie is het dichromaat-ion, Cr2O72− in zuur milieu de oxidator. Het voornaamste toepassingsgebied is de CZV-bepaling.

### Halfreactie
Cr2O72− + 14 H+ + 6 e− → 2 Cr3+ + 7 H2O